# Hall of Fame Tennis Championships 1998
L'Hall of Fame Tennis Championships 1998 è stato un torneo di tennis giocato sull'erba. È stata la 23ª edizione dell'Hall of Fame Tennis Championships, che fa parte della categoria International Series nell'ambito dell'ATP Tour 1998. Si è giocato all'International Tennis Hall of Fame di Newport negli Stati Uniti, dal 6 al 13 luglio 1998.

## Campioni

### Singolare
Leander Paes ha battuto in finale  Neville Godwin con il punteggio di 6–3, 6–2

### Doppio
Doug Flach /  Sandon Stolle hanno battuto in finale  Scott Draper /  Jason Stoltenberg con il punteggio di 6–2 4–6 7–6(5)